# لامالف (مجلة)
لا لام ألف (Lamalif لاماليف): مجلة مغربية اشتهرت ما بين 1988 و1966، شهرة عامة (اقتصادية اجتماعية سياسية وثقافية) مكتوبة بالفرنسية، ترأست تحريرها زكية داوود۔